# ناو هواپیمابر جوزپه گاریبالدی
جوزپه گاریبالدی، ناو هواپیمابر ایتالیایی است. این ناو مجهز به هواپیما و بالگردهای کوتاه برخاست و فرود عمودی (STOVL) است. جوزپه گاریبالدی در عملیات هوایی رزمی در سومالی، کوزوو، افغانستان و لیبی شرکت داشته‌است.
جوزپه گاریبالدی چهارمین کشتی نیروی دریایی ایتالیا است که به‌نام ژنرال ایتالیایی قرن نوزدهم جوزپه گاریبالدی نام‌گذاری شده‌است.

طرح عرشه جوزپه گاریبالدی '

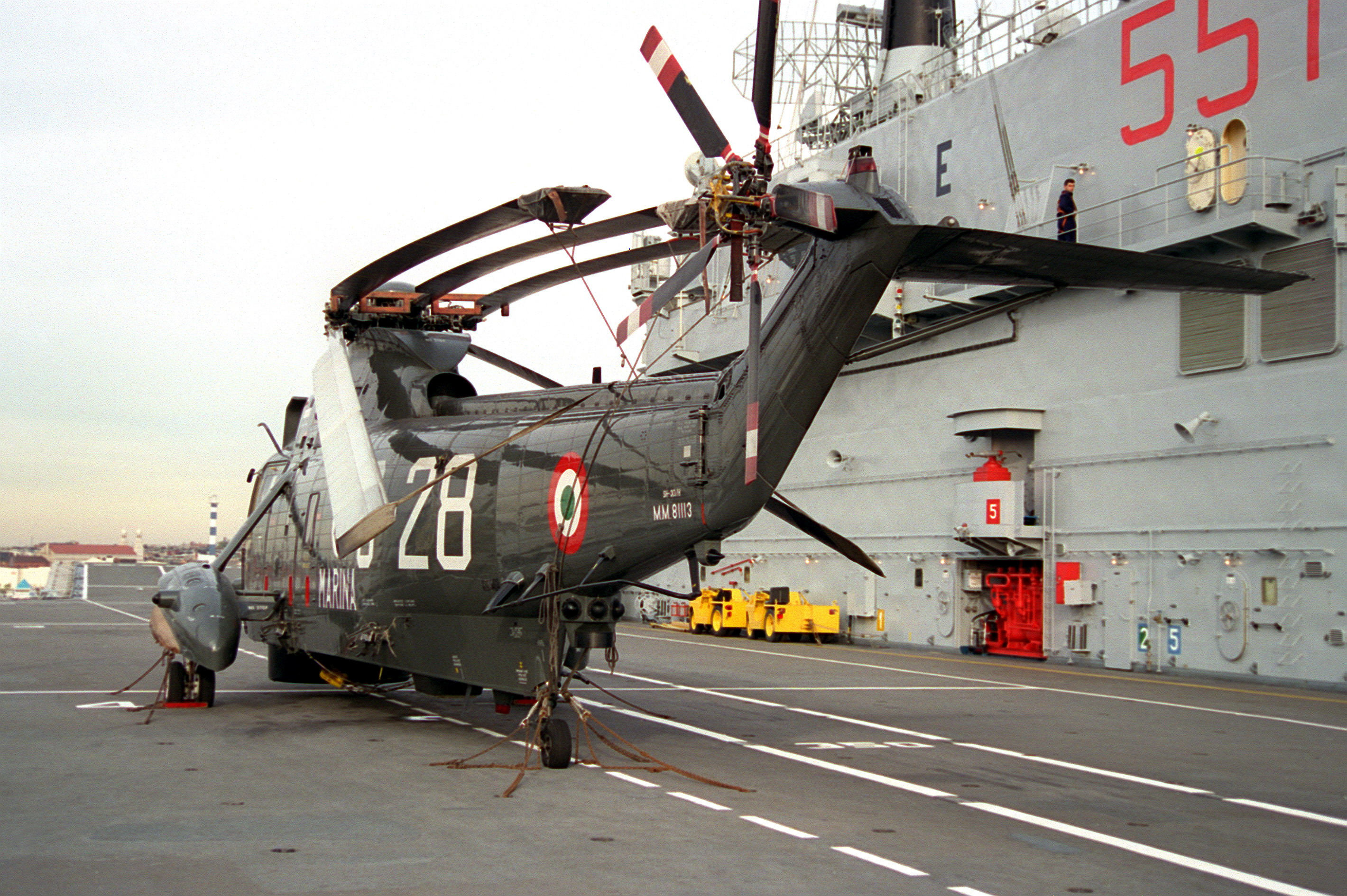
سیکورسکی اس‌اچ-۳ سی کینگ روی عرشه

این کشتی از چهار توربین گازی فیات COGAG استفاده می‌کند که تحت مجوز جنرال الکتریک ساخته شده‌اند.
ظرفیت حمل هواگردها شامل حداکثر شانزده مک‌دانل داگلاس ای‌وی-۸بی هریر ۲ و دو هلیکوپتر جستجو و نجات، یا هجده هلیکوپتر Agusta یا ترکیبی از هلیکوپتر و جنگنده است.
در سال ۲۰۰۹ جوزپه گاریبالدی به عنوان پرچمدار نیروی دریایی ایتالیا توسط ناو جدید و بزرگ‌تر Cavour جایگزین شد.
این کشتی در سال ۲۰۰۳ نوسازی شد و در سال ۲۰۱۳ تجدید ساختار عمده‌ای انجام داد. 

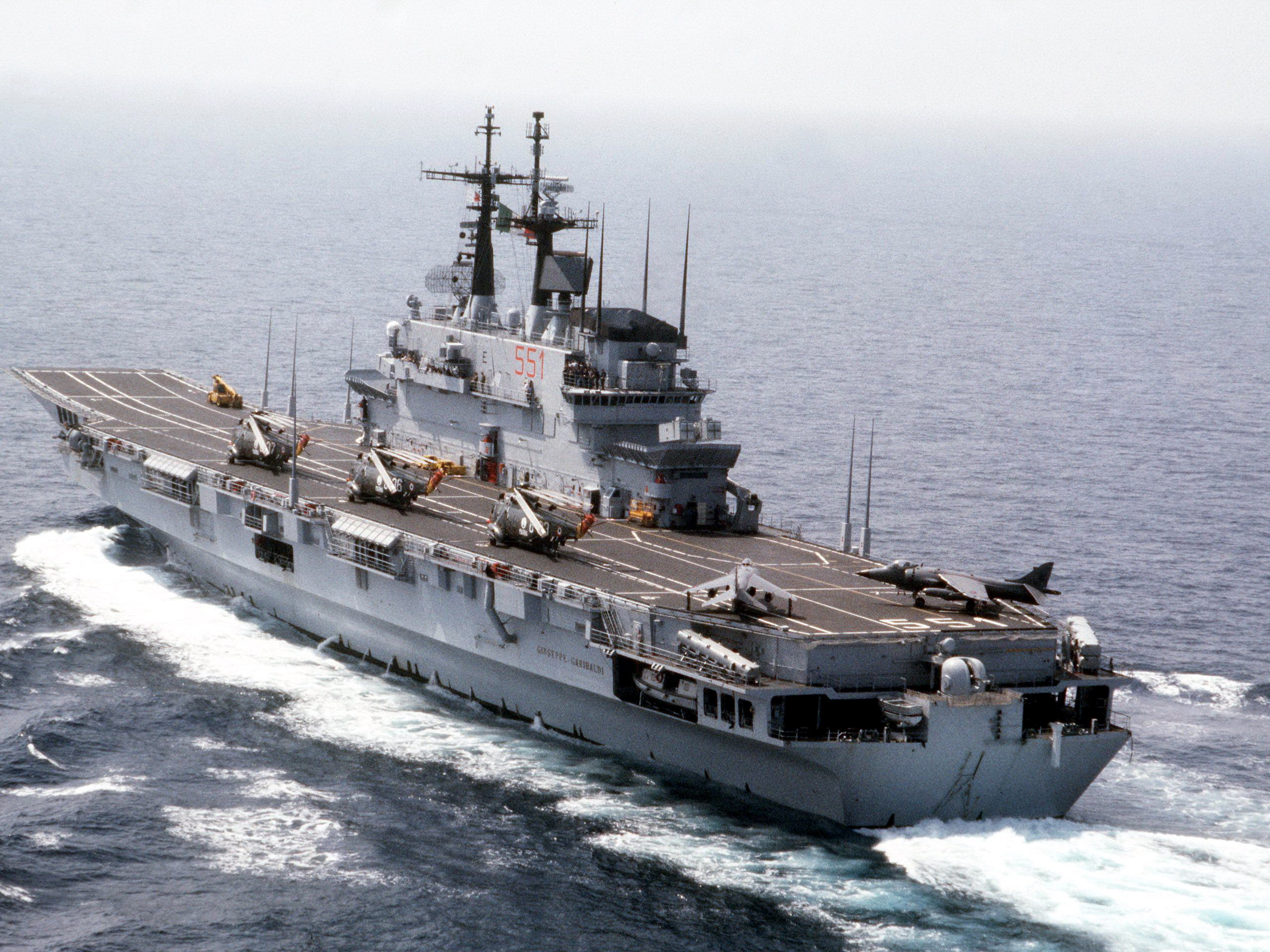

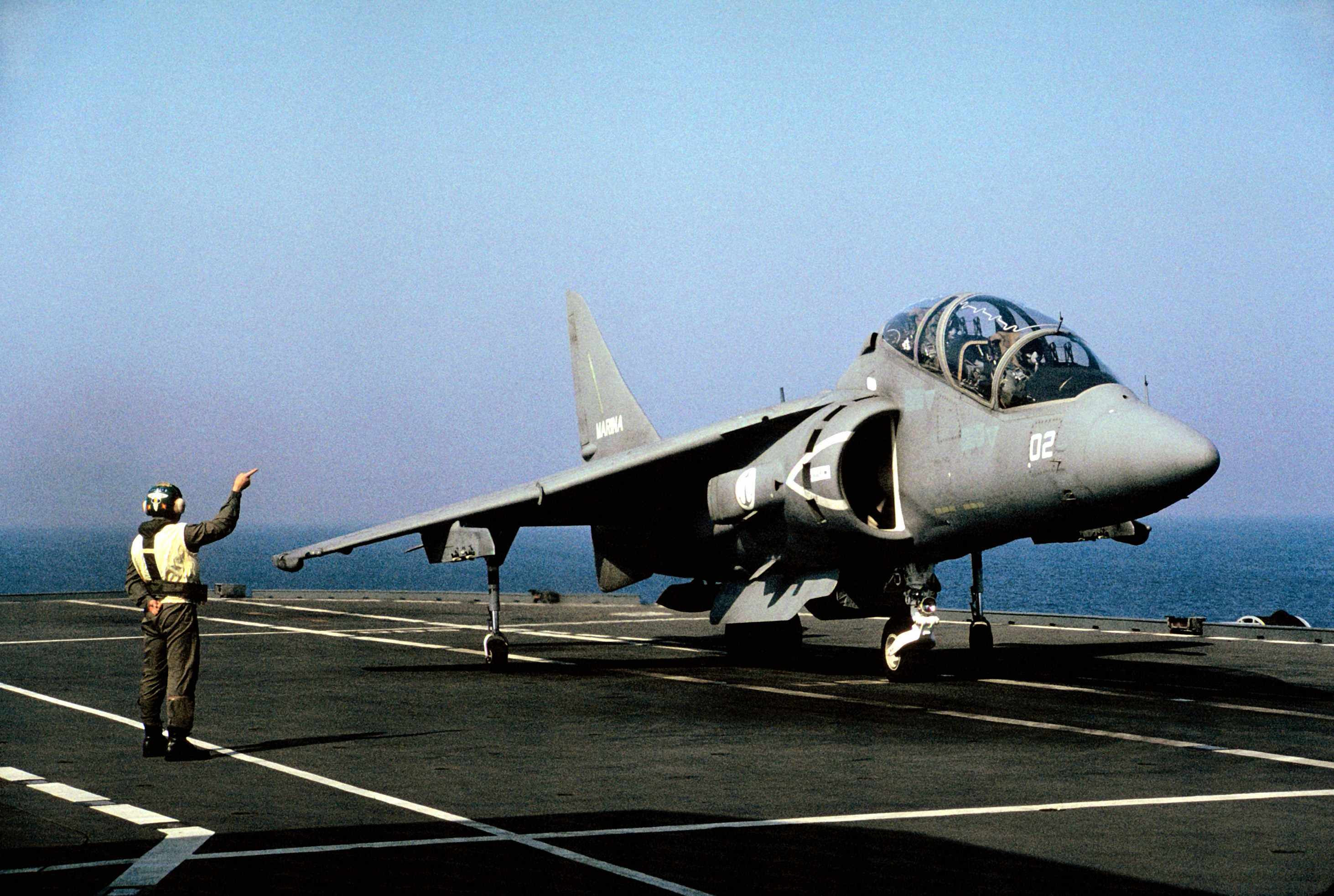
یک ای‌وی-۸بی هریر ۲ آموزشی بر روی عرشه پرواز ناو جوزپه گاریبالدی